# Hugh Saunders
Hugh William Lumsden Saunders (ur. 24 sierpnia 1894 w Germiston, zm. 8 maja 1987 w Ringwood and Fordingbridge) – południowoafrykański as myśliwski okresu I wojny światowej z potwierdzonymi 15 zwycięstwami powietrznymi.
Po służbie w South African Rifles w październiku 1917 roku został skierowany do Royal Flying Corps. Od listopada 1917 Saunders został przydzielony do No. 84 Squadron RAF. W lipcu 1918 roku pełnił tymczasowo funkcję dowódcy jednostki. 
Pierwsze zwycięstwo powietrzne odniósł 25 stycznia 1918 roku. Tytuł asa 25 kwietnia 1918.  W latach 1932–1935 pełnił funkcję dowódcy No. 45 Squadron RAF. W latach 1942–1944 był dowódcą No. 11 Group RAF.
W stan spoczynku w stopniu generała przeszedł 22 września 1953 roku. W latach 1954–1956 pełnił funkcję Specjalnego Doradcy Lotniczego Royal Danish Air Force.

## Odznaczenia
- Order Łaźni:
  - Knight Grand Cross – 1 czerwca 1953
  - Knight Commander – 2 stycznia 1950
  - Companion – 2 czerwca 1943
- Order Imperium Brytyjskiego: 
  - Knight Commander – 14 czerwca 1945
  - Commander – 1 lipca 1941
- Military Cross – 16 września 1918
- Distinguished Flying Cross and Bar:
  - pierwsze nadanie – 2 listopada 1918,
  - drugie nadanie – 28 października 1921
- Military Medal – 12 marca 1917
- Mentioned in Despatches – 1 stycznia 1945
- Krzyż Komandorski z Gwiazdą Orderu Odrodzenia Polski – 12 czerwca 1945, Polska
- Commander Legii Zasługi – 20 kwietnia 1948, Stany Zjednoczone
- Officier Legii Honorowej – lata 40. XX w., Francja
- Kawaler Wielkiego Krzyża (Storkorsridder) Orderu Dannebroga – 20 listopada 1956, Dania